# Rodinný portrét (Sofonisba)
Rodinný portrét  je obraz od italské renesanční malířky, známé jako Sofonisba Anguissola (kolem roku 1532 – 16. listopadu 1625). Je také známá jako jako Sophonisba Angussola nebo Anguisciola. Sofonisba se narodila v italské Cremoně do šlechtické, ale poměrně chudé rodiny. Rodina přesto umožnila všem svým dětem, šesti dcerám a synovi, dobré vzdělání. V 16. století bylo neobvyklé poskytovat vzdělání dívkám, vzdělanost se předpokládala pouze u mužů. Sofonisba pak pokračovala ve svém studiu malířství, vytvořila tím jistý precedens pro další ženy, které měly v úmyslu studovat tento obor. V roce 1554 Sofonisba Anguissola odjela do Říma, kde byla představena Michelangelovi. Ten ihned rozpoznal její talent a povzbuzoval ji v dalším studiu. V roce 1559 byla Sofonisba pozvána na španělský královský dvůr Filipa II., kde pracovala až do roku 1578 jako dvorní malířka a zároveň dvorní dáma pro manželku krále Filipa II. královnu Alžbětu z Valois.
Obraz Rodinný portrét ukazuje rodinu Sofonisby s krajinou v pozadí. Uprostřed sedí její otec Amilcar, vpravo sestra Minerva, po levé straně otce stojí její bratr Asdrubal. U jeho nohou sedí psík. Obě děti s láskou hledí na otce, pohled otce i psa směřuje k divákovi. Je to jediný známý portrét jejího otce. Obraz je považován za nedokončený. Předpokládá se, že Sofonisba zanechala obraz Rodinný portrét v nedokončeném stavu proto, že v roce 1559 dostala pozvání krále Filipa II. španělského k jeho dvoru.
Portrét jejích sester hrajících šachy Hra v šachy Sofonisba vytvořila v roce 1555, tedy dříve než portrét svého otce. Na obraze Hra v šachy jsou zleva doprava zachyceny její sestry Lucia, Europa, a Minerva.